# Francisco del Rincón (escultor)
Francisco del Rincón (h.1567-1608) fue un escultor español del siglo XVII, con taller en la ciudad de Valladolid, considerado uno de los grandes maestros de la escuela castellana del primer Barroco. 

## Trayectoria
Algunos autores hablan de su consideración como maestro de Gregorio Fernández, aunque en realidad se puede hablar de Francisco del Rincón más bien como introductor del maestro gallego en la Corte de Felipe III y su valido el duque de Lerma.
La asociación familiar y profesional entre ambos parece clara, aunque no se sabe con certeza si Fernández llegó a colaborar con Rincón en la realización de la escena procesional de La Elevación de la Cruz, encargada por la cofradía de La Pasión para la Semana Santa de Valladolid en 1604. Este grupo está considerado como el primer paso procesional realizado íntegramente en madera policromada.

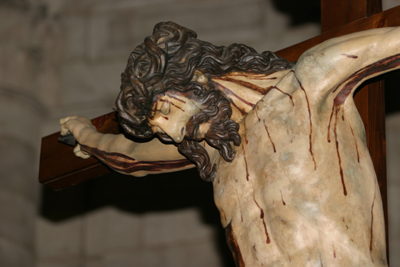
Cristo de los Carboneros, Iglesia Penitencial de Nuestra Señora de las Angustias (Valladolid).

En 1592 Francisco del Rincón se casa con Jerónima Remesal, con la que tuvo un hijo, Manuel Rincón, padre a su vez de Bernardo del Rincón. Ambos continuaron la tradición escultórica de Francisco. Tras fallecer su primera esposa, se casa con una hija del ensamblador Cristóbal Velázquez. 
Además de la obra mencionada, Rincón también realizó otras obras de imaginería, como el Cristo de las batallas de la Iglesia de Santa María Magdalena de Valladolid o el Cristo de los Carboneros para la cofradía de las Angustias, que se puede contemplar en la iglesia de Nuestra Señora de las Angustias de la ciudad vallisoletana. En esta misma iglesia, también se le asignan las esculturas pétreas que decoran la fachada, y las tallas del retablo mayor. También le han sido asignados dos relieves que decoran el trascoro de la Catedral de Palencia, representando La lactación de san Bernardo y el Martirio de san Ignacio de Antioquía. En Nava del Rey realizó en 1607 el paso de Jesús Nazareno, imagen titular de la cofradía de la Vera Cruz.
Su estilo se caracteriza por un mesurado Manierismo, en contraste con otros maestros que siguen el mismo estilo, como Juan de Juni. En algunas de sus esculturas, Rincón se muestra grandemente influido por el Renacimiento italiano, que quizá conoció debido a su cercanía a la Corte. Así, las esculturas de san Pedro y san Pablo del frontispicio de la iglesia de las Angustias, presentan evidentes recuerdos de la plástica de Miguel Ángel. 
Una de sus principales aportaciones a la historia de la escultura hispana es el haber sido uno de los creadores del paso procesional barroco, que alcanzará su mayor esplendor en la generación posterior. Algunas de sus obras se conservan en el Museo Nacional de Escultura de Valladolid.

## Galería de obras

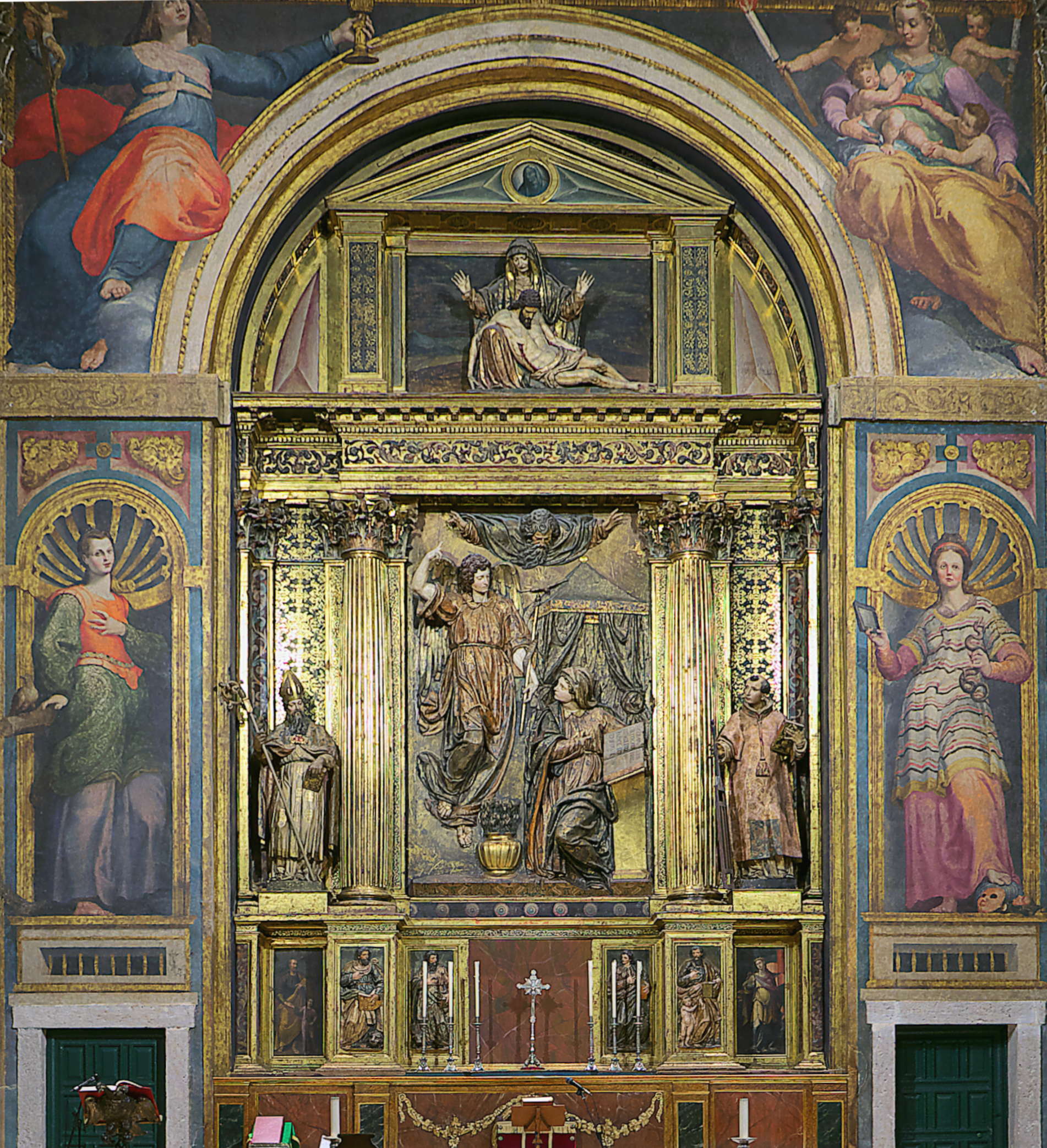
Retablo de la Anunciación. Iglesia de Nuestra Señora de las Angustias, Valladolid.
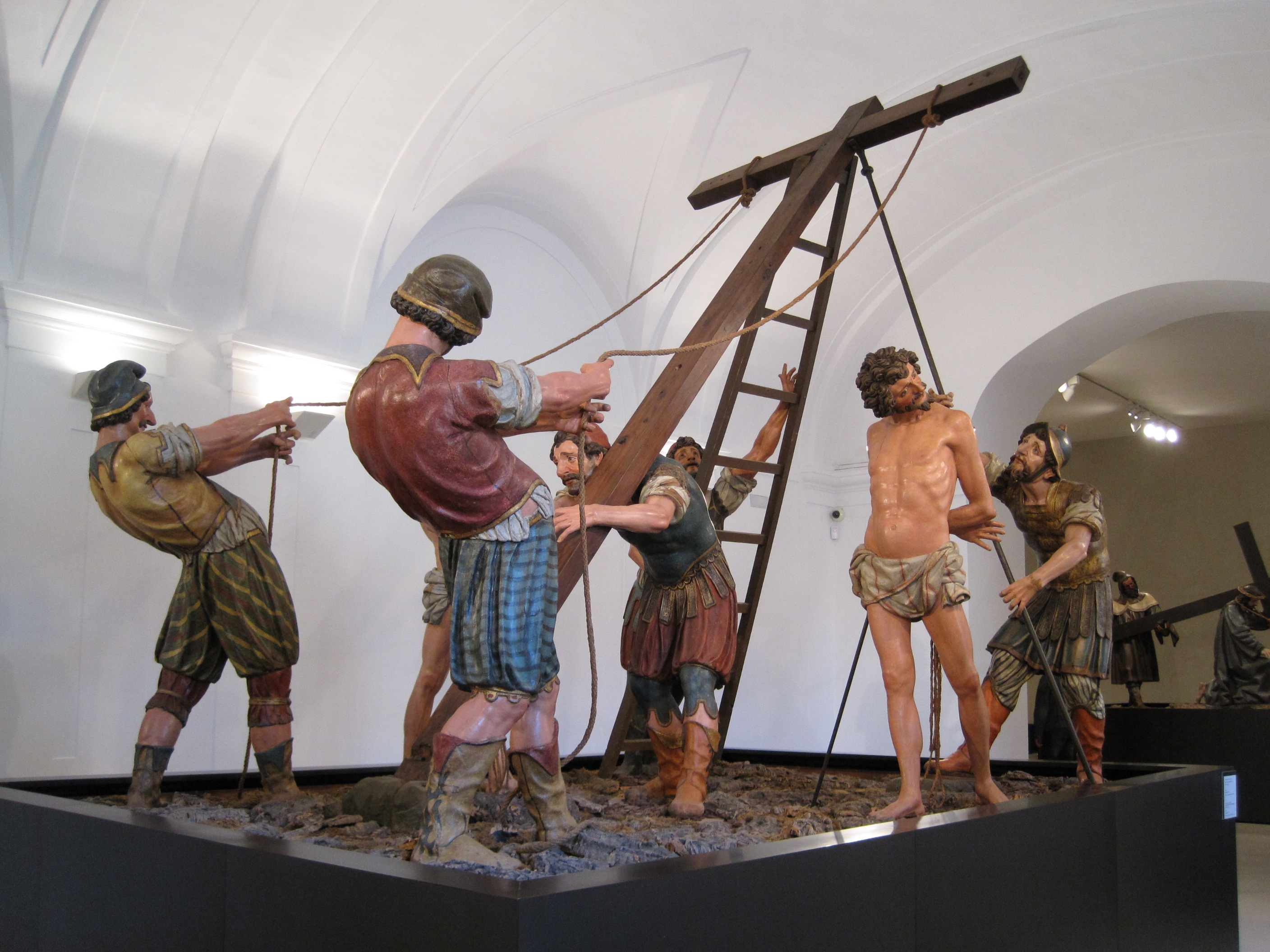
La Elevación de la Cruz. Museo Nacional de Escultura, Valladolid.
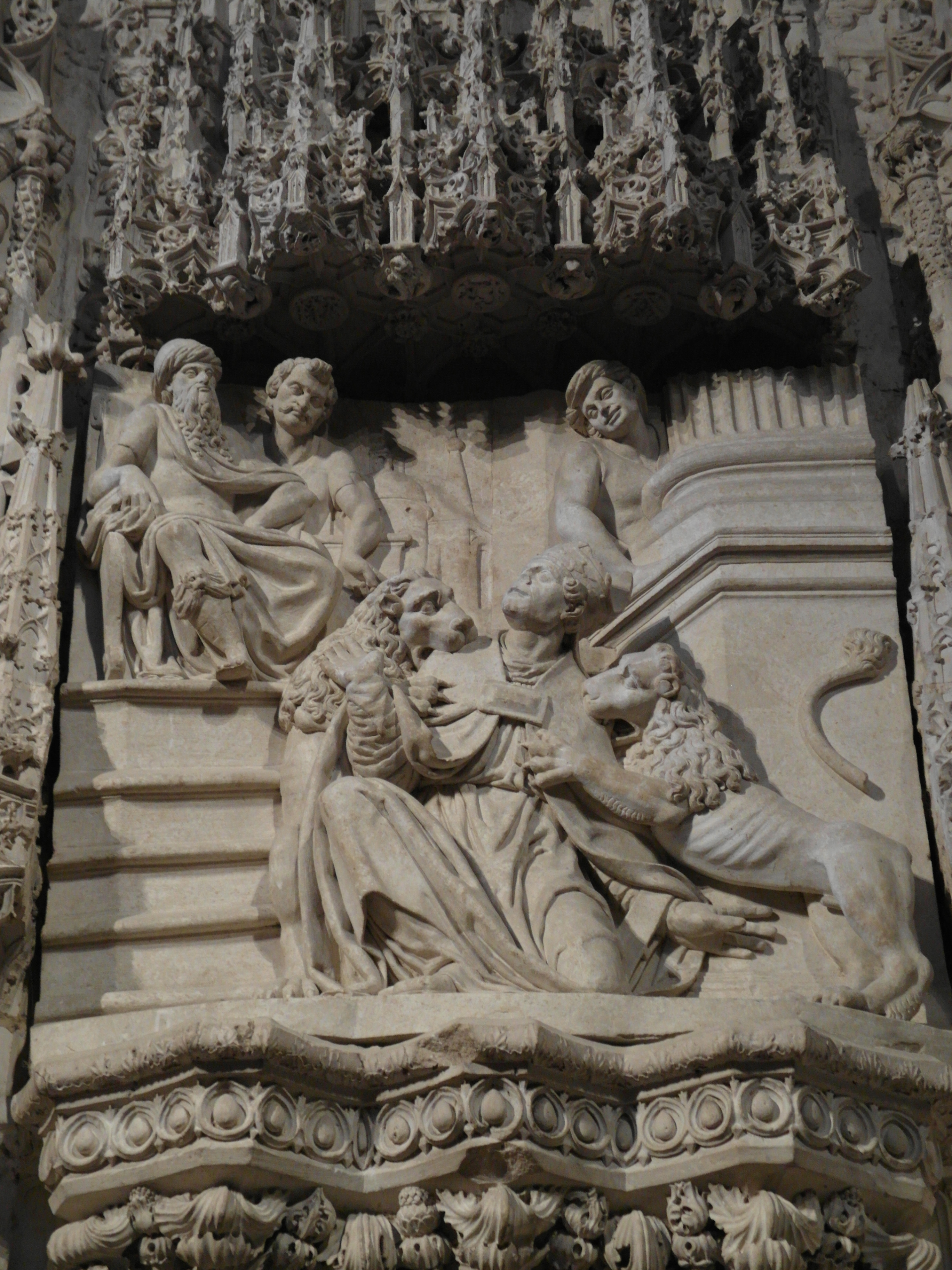
El martirio de san Ignacio de Antioquía, Catedral de Palencia.
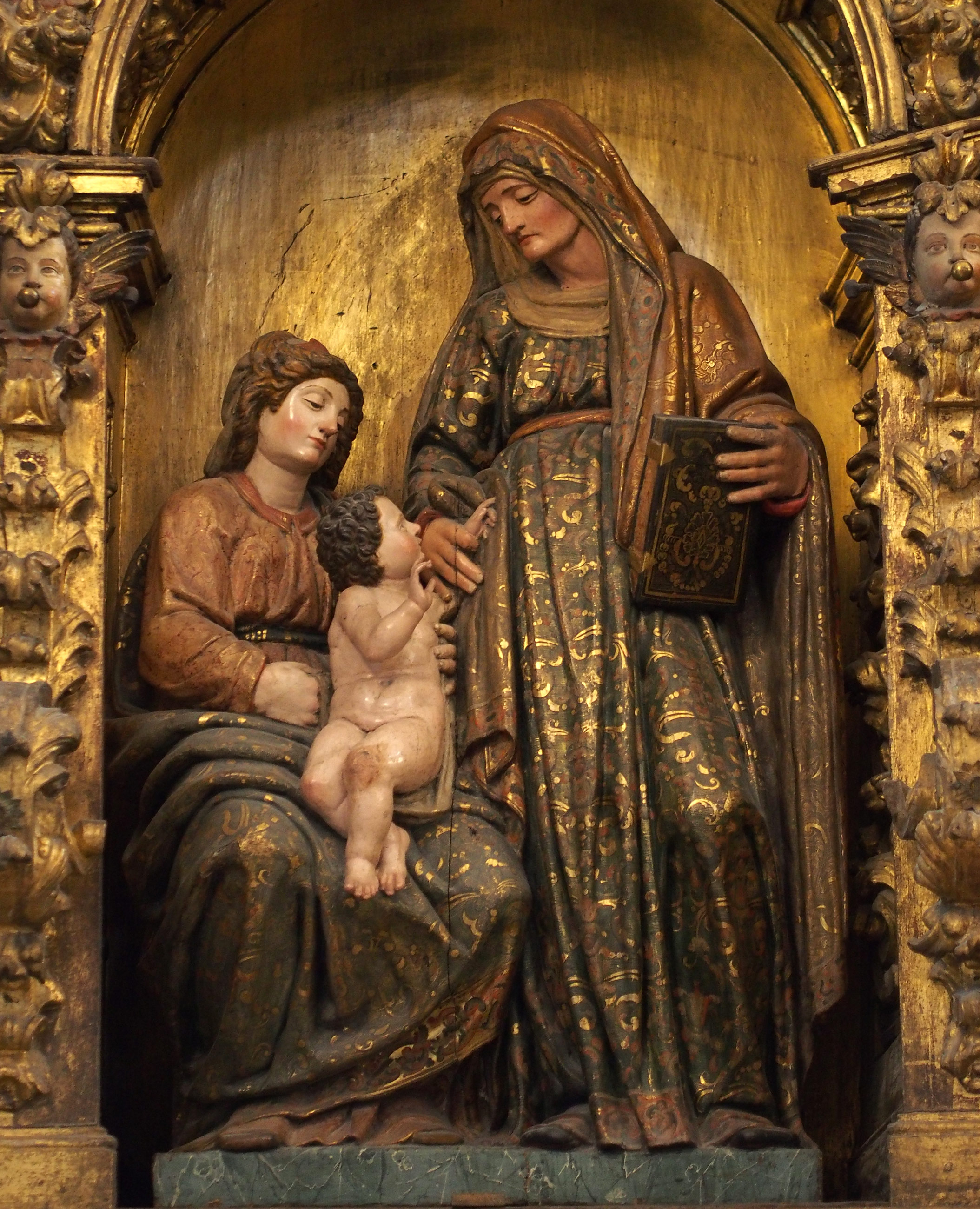
Santa Ana con la Virgen y el Niño, Iglesia de Santiago, Valladolid.
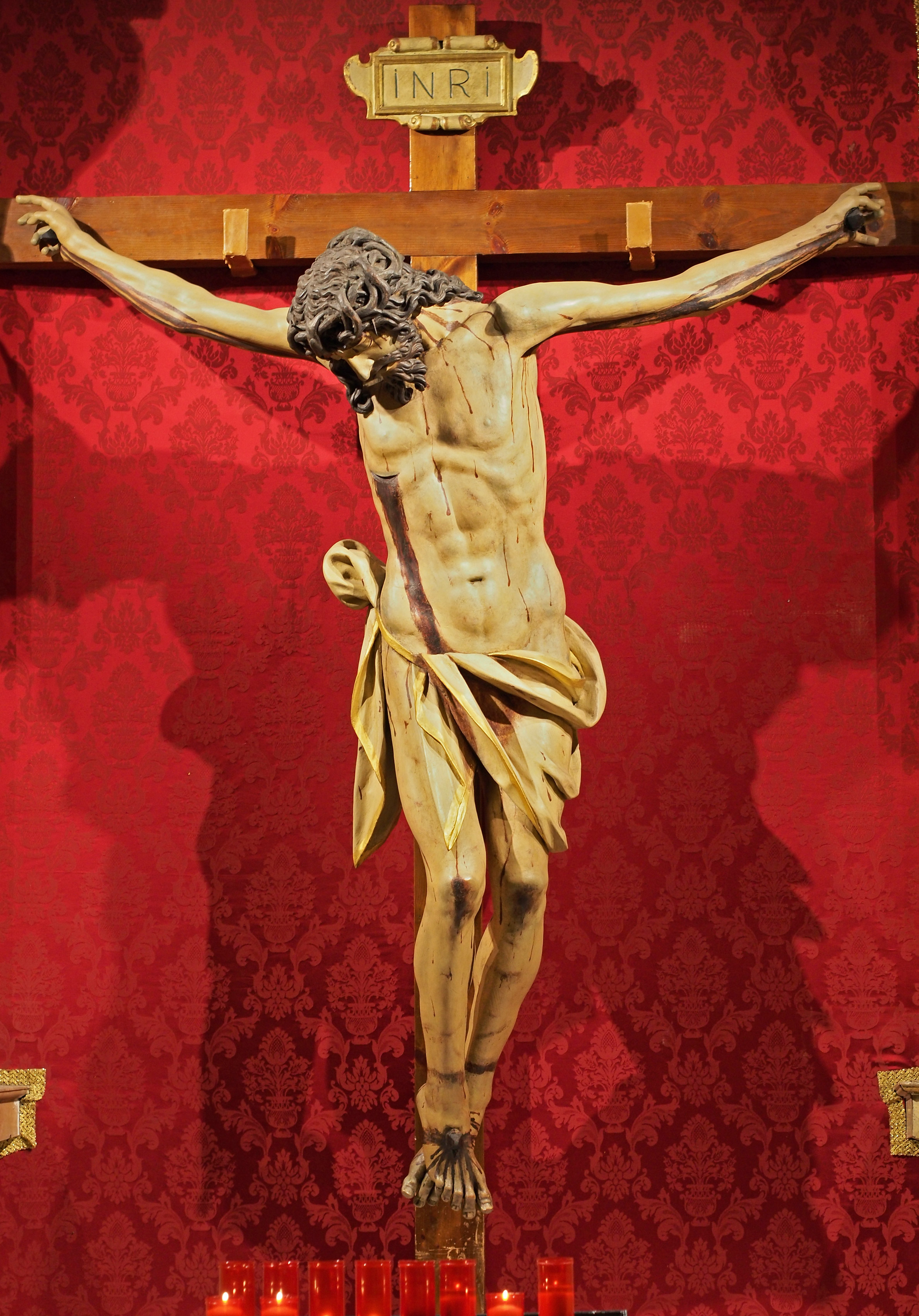
Cristo de los Carboneros. Iglesia de las Angustias, Valladolid.
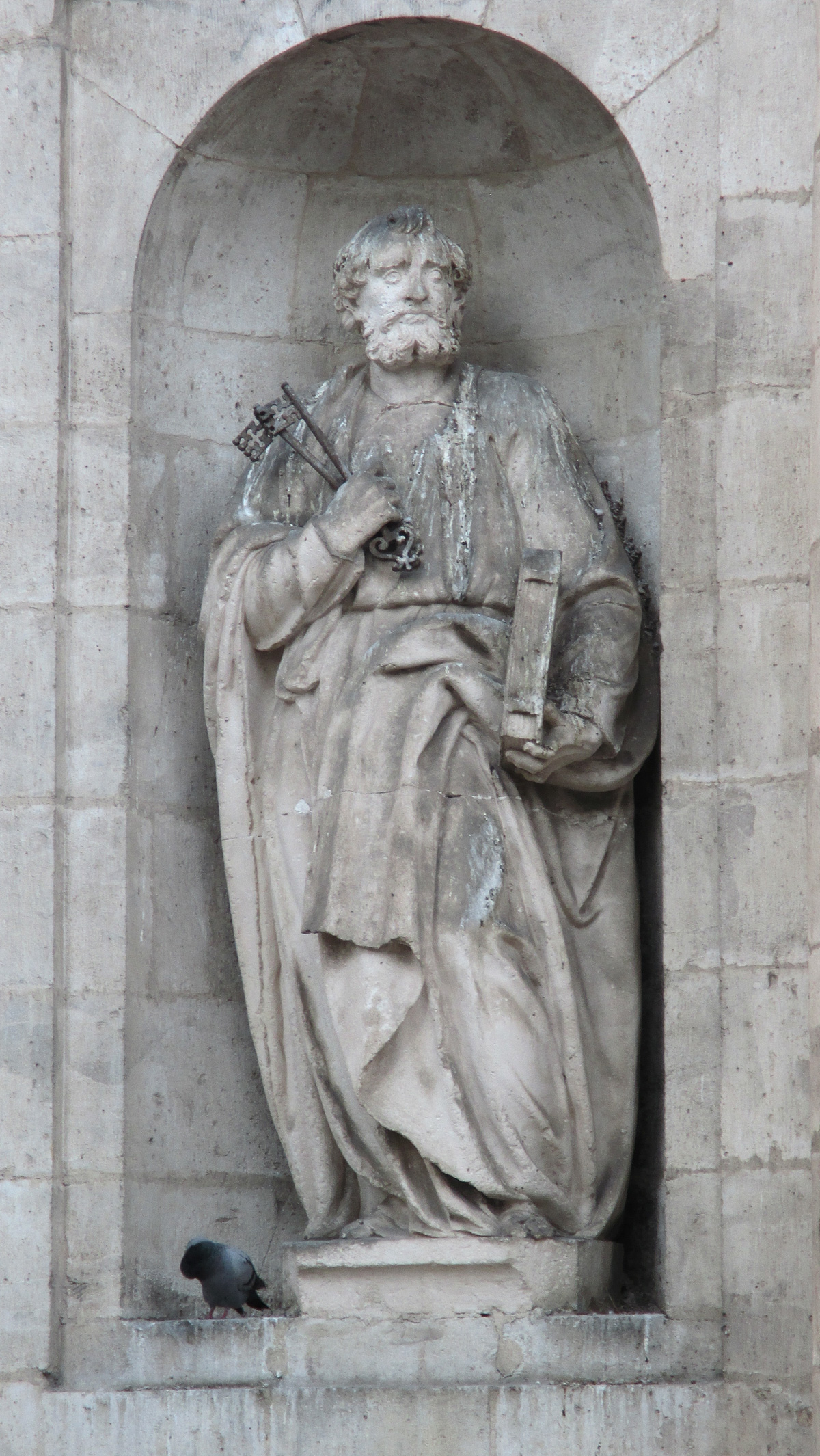
San Pedro.  Iglesia de las Angustias, Valladolid.
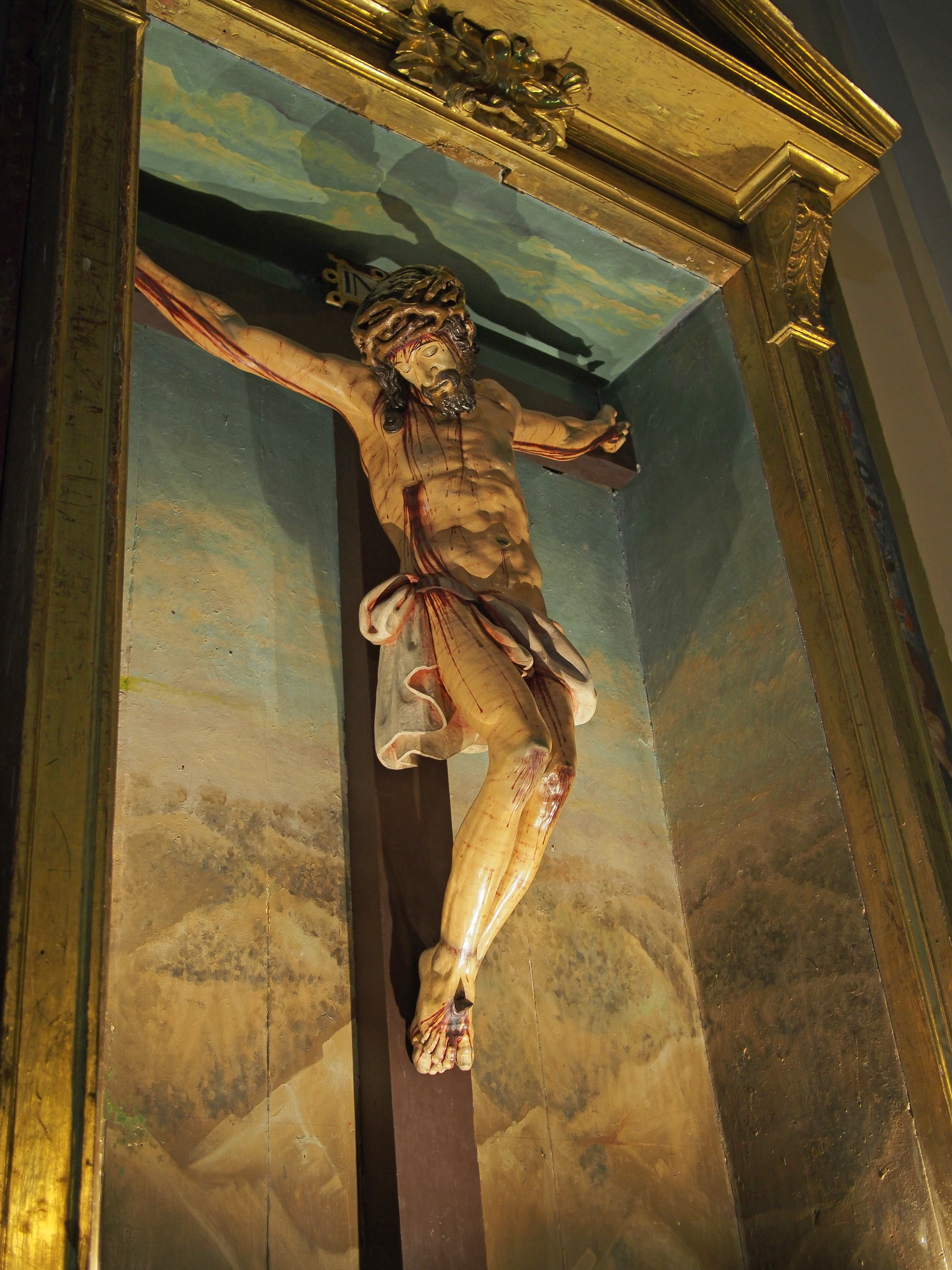
Crucificado. Iglesia del Monasterio de las Descalzas Reales, Valladolid.